# Gramin
Gramin (auch Donaxin genannt) ist ein in verschiedenen Pflanzenarten vorkommendes Indol-Alkaloid. Gramin könnte eine Rolle in der Selbstverteidigung von Pflanzen spielen, weil es für verschiedene Organismen giftig ist.

## Vorkommen
Gramin wurde nachgewiesen in Getreidearten, wie Gerste, Blumenkohl, Silber-Pappel und bei Glanzgräsern.

## Synthese
Obwohl es in vielen verschiedenen Pflanzen vorkommt, ist Gramin viel einfacher direkt aus Indol über die Mannich-Reaktion mit Dimethylamin und Formaldehyd zu synthetisieren.
Auch der natürliche Bildungsweg innerhalb von Pflanzen sowie die zugehörigen Gene sind bekannt. Hierbei wird Gramin über zwei Zwischenschritte gebildet. Beim ersten Schritt wird aus der Aminosäure Tryptophan durch das Enzym AMI Synthase (Eine Cytochrom P450 Monooxygenase, ursprünglich als CYP76M57 bezeichnet) Aminomethylindol (AMI) gebildet. AMI wird durch eine N-Methyltransferase (NMT) zweimal methyliert, hierbei entsteht über das Zwischenprodukt N-Methylaminomethylindol Gramin.

## Eigenschaften
Auf grasende Nutztiere wie z. B. Schafe hat Gramin eine schädliche Wirkung, während es für Mäuse und Ratten nur eine geringe Toxizität aufweist.

## Verwendung
Gramin kann in der organischen Chemie als Ausgangsmaterial für die Tryptophan-Synthese verwendet werden.
Alle Reaktionen von Gramin folgen dem gleichen allgemeinen Reaktionsschema:
1. Gramin wird mit einer stark elektrophilen Substanz, wie z. B. Methyliodid versetzt, um ein quartäres Ammoniumsalz zu bilden
2. Das Ammoniumsalz durchläuft eine Hofmann-Eliminierung oder eine Michael-Addition um das sehr aktive Zwischenprodukt 3 zu ergeben
3. welches sich mit vielen verschiedenen nukleophilen Teilchen verbinden kann, um das gewünschte Produkt 4 zu ergeben